# Военное образование в России

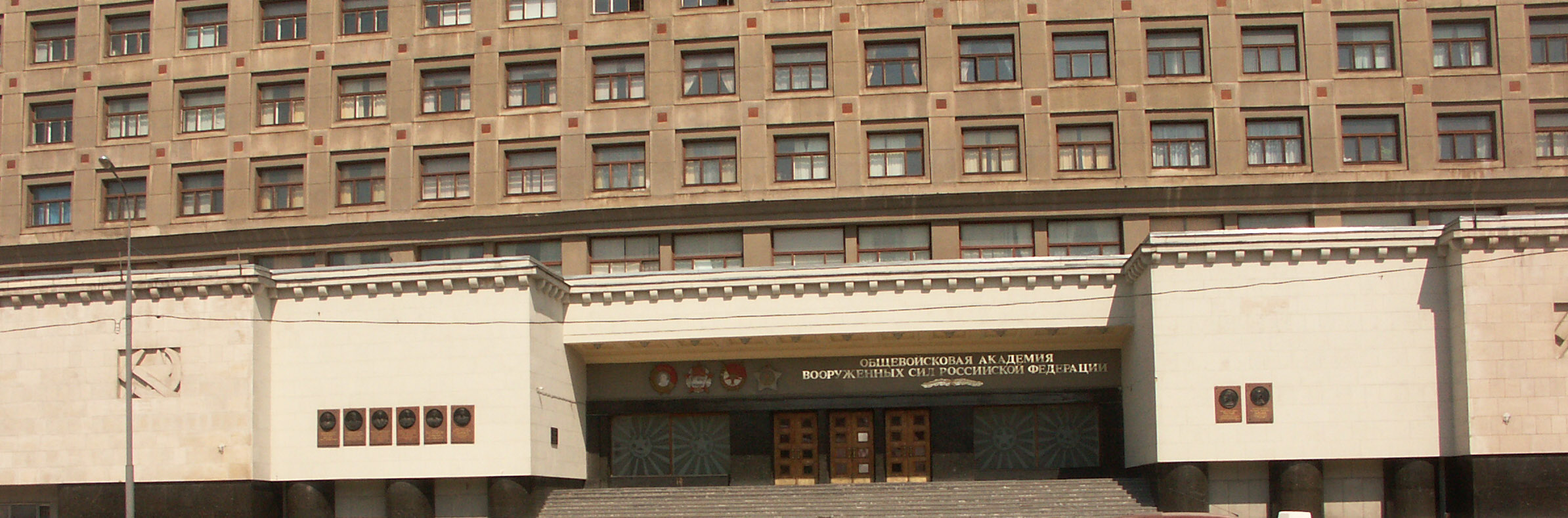
Общевойсковая академия Вооружённых Сил Российской Федерации.

Военное образование в Россия — система военного профессионального образования в России.
Военное образование представляет собой трёхступенчатую систему воспитания, обучения и получения начального, среднего и высшего профессионального образования по предметам военного дела. Эта система, взаимосвязанная совокупность государственных образовательных стандартов начального, среднего, высшего профессионального образования, квалификационных требований к военно-профессиональной подготовке выпускников военно-учебных заведений, всех уровней, преемственных образовательных программ различного уровня и профессиональной направленности, сети реализующих их военных образовательных учреждениях, органов военного управления образованием, общественных и государственных объединений.

## История
На протяжении длительного исторического периода в России создавалось, развивалась и совершенствовалась система военного образования. Оно зародились ещё в далёкой древности, а в период средневековья продолжало своё развитие и совершенствование. По мере роста производительных сил общества в государстве совершенствовались вооружение и военная техника, усложнялись управление вооружёнными силами (ратью, войском) и их формированиями, накапливался исторический опыт в военном деле. Всё это и привело в конечном итоге к оформлению военного образования как определённой системы получения практических и теоретических знаний, умений и навыков в военном деле России. Для получения военного образования государство создавало различные военные учебные заведения где его граждане (ранее подданные) получали практические и теоретические знания, умения и навыки военной науки (Науки побеждать). 
Централизованное руководство подготовкой военнослужащих и их военным образованием в вооружённых силах России, имперского, затем советского и современного периода России ведёт свою историю с 1831 года.
В настоящее время в Российской Федерации — России под руководством Минобороны России действует определённая законодательством  трёхступенчатая система обучения и получения начального, среднего и высшего профессионального военного образования.

## Организация военного образования

### Среднее общее образование
Подготовка учащихся по стандартам среднего общего образования производится в кадетских корпусах и училищах, суворовских военных и нахимовских военно-морских училищах. В них проходят обучения учащиеся школьного возраста в соответствии с общеобразовательной программой среднего (полного) общего образования с профессиональной ориентацией по военно-учётным специальностям.
В настоящее время в Российской Федерации действуют 8 суворовских училищ, 7 кадетских корпусов, одно (с 1 сентября 2011 года — два) кадетских училища, а также пансион воспитанниц Министерства обороны.
В этих учебных заведениях осуществляется подготовка к поступлению в высшие учебные заведения.

### Высшее профессиональное образование
Военные высшие учебные заведения в России условно делятся на две основных категории.
К первой относятся училища и академии, выпускникам которых присваивается первичное воинское звание «лейтенант». Поступление в эти учебные заведения возможно при получении среднего (полного) общего образования в школе или в военных учебных заведениях среднего общего образования. Продолжительность обучения в этих учебных заведениях составляет в большинстве случаев 5 лет.
Ко второй категории относятся те академии, к обучению в которых допускаются офицеры с минимальной выслугой. Для поступления в них также необходимо пройти вступительные испытания, а также иметь положительную рекомендацию командования. Продолжительность обучения в них варьируется от 2 до 3 лет, существует возрастной ценз для поступающих. К таким учебным заведениям относятся:
- Общевойсковая академия Вооружённых Сил Российской Федерации осуществляет подготовку офицеров командного и инженерного профилей для общевойсковых частей и соединений и для других родов войск и специальных войск;
- Военно-дипломатическая академия осуществляет подготовку офицеров военной разведки;

К ним же относится Военная академия Генерального штаба Вооружённых сил Российской Федерации — высшее военно-учебное заведение, осуществляющее подготовку и повышение квалификации старших и высших офицеров Вооружённых Сил и прочих силовых ведомств.